# Oko obserwatora
Oko obserwatora (ang. Eye of the Beholder) – thriller będący koprodukcją kanadyjsko-brytyjsko-australijską z 1999 roku.

## Fabuła
Brytyjski tajny agent o pseudonimie Eye (w tej roli Ewan McGregor) otrzymuje zadanie obserwowania syna prominentnego polityka oraz jego transakcji finansowych, a w szczególności pieniędzy przekazywanych tajemniczej Joannie Eris (granej przez Ashley Judd). Mimo że w pewnym momencie kobieta morduje swojego dobroczyńcę, Eye z osobistych pobudek w żaden sposób nie reaguje. Z czasem ogarnia go mroczna fascynacja postacią Joanny.

## Obsada
- Ewan McGregor jako Stephen Wilson (Eye)
- Ashley Judd jako Joanna Eris
- Patrick Bergin jako Alexander Leonard
- Geneviève Bujold jako Dr. Jeanne Brault
- Jason Priestley jako Gary